# حاسی بحبح
حاسی بحبح (به عربی: حاسي بحبح) یک شهرداری در الجزایر است که در استان جلفه واقع شده‌است. حاسی بحبح ۶۱٬۷۹۰ نفر جمعیت دارد.